# オリックス・バファローズの選手一覧
- オリックス・バファローズ > オリックス・バファローズの選手一覧
- 日本のプロ野球選手一覧 > オリックス・バファローズの選手一覧

オリックス・バファローズの選手一覧（オリックス・バファローズのせんしゅいちらん）は、オリックス・バファローズに所属している選手・監督・コーチ、およびかつて所属していた選手の一覧である。
大阪近鉄バファローズに所属した選手については、大阪近鉄バファローズの選手一覧を参照。

## 首脳陣

### 一軍
| 背番号 | 名前     | 役職                 |
| ------ | -------- | -------------------- |
| 71     | 岸田護   | 監督                 |
| 88     | 水本勝巳 | ヘッドコーチ         |
| 87     | 齋藤俊雄 | 戦略コーチ           |
| 75     | 厚澤和幸 | 投手コーチ           |
| 77     | 比嘉幹貴 | 投手コーチ           |
| 78     | 嶋村一輝 | 打撃コーチ           |
| 82     | 川島慶三 | 打撃コーチ           |
| 83     | 安達了一 | 内野守備・走塁コーチ |
| 70     | 松井佑介 | 外野守備・走塁コーチ |
| 74     | 山崎勝己 | バッテリーコーチ     |

### 二軍
| 背番号 | 名前       | 役職                 |
| ------ | ---------- | -------------------- |
| 81     | 波留敏夫   | 監督                 |
| 76     | 風岡尚幸   | ヘッドコーチ         |
| 89     | 小林宏     | 育成チーフコーチ     |
| 73     | 牧野塁     | 投手コーチ           |
| 72     | 平井正史   | 投手コーチ           |
| 85     | 髙橋信二   | 打撃コーチ           |
| 79     | 福川将和   | 打撃コーチ           |
| 80     | 小島脩平   | 内野守備・走塁コーチ |
| 86     | 由田慎太郎 | 外野守備・走塁コーチ |
| 97     | 松井雅人   | バッテリーコーチ     |
| 84     | 鈴木昂平   | 育成コーチ           |
| 90     | 小田裕也   | 育成コーチ           |
| 91     | 飯田大祐   | 育成コーチ           |

## 所属選手

### 投手
| 背番号 | 選手名                     | 投 | 打 | 備考                            |
| ------ | -------------------------- | -- | -- | ------------------------------- |
| 00     | アンダーソン・エスピノーザ | 右 | 右 |                                 |
| 11     | 山下舜平大                 | 右 | 右 |                                 |
| 12     | 東晃平                     | 右 | 右 |                                 |
| 13     | 寺西成騎                   | 右 | 右 | 2024年ドラフト2位               |
| 14     | 宇田川優希                 | 右 | 右 |                                 |
| 15     | 椋木蓮                     | 右 | 右 |                                 |
| 16     | 平野佳寿                   | 右 | 右 |                                 |
| 17     | 曽谷龍平                   | 左 | 左 |                                 |
| 18     | 宮城大弥                   | 左 | 左 | 13から背番号変更                |
| 19     | 山岡泰輔                   | 右 | 左 |                                 |
| 20     | 阿部翔太                   | 右 | 左 |                                 |
| 21     | 山﨑颯一郎                 | 右 | 右 |                                 |
| 22     | 九里亜蓮                   | 右 | 右 | 広島からFA移籍                  |
| 23     | 吉田輝星                   | 右 | 右 |                                 |
| 26     | 齋藤響介                   | 右 | 右 |                                 |
| 28     | 富山凌雅                   | 左 | 左 |                                 |
| 29     | 田嶋大樹                   | 左 | 左 |                                 |
| 35     | 古田島成龍                 | 右 | 右 | 97から背番号変更                |
| 40     | 岩嵜翔                     | 右 | 右 | 中日からトレード移籍            |
| 42     | アンドレス・マチャド       | 右 | 右 |                                 |
| 45     | 東山玲士                   | 右 | 右 | 2024年ドラフト5位               |
| 46     | 本田仁海                   | 右 | 左 |                                 |
| 47     | 山口廉王                   | 右 | 右 | 2024年ドラフト3位               |
| 48     | 東松快征                   | 左 | 左 |                                 |
| 49     | 片山楽生                   | 右 | 左 | 2024年ドラフト6位               |
| 52     | 横山楓                     | 右 | 両 | 育成選手からの支配下登録        |
| 56     | 小木田敦也                 | 右 | 右 |                                 |
| 57     | 山田修義                   | 左 | 左 |                                 |
| 58     | 井口和朋                   | 右 | 右 |                                 |
| 59     | ルイス・ペルドモ           | 右 | 右 |                                 |
| 60     | 本田圭佑                   | 右 | 右 | 西武から現役ドラフトで移籍      |
| 66     | 博志                       | 右 | 右 | 「鈴木博志」から登録名変更      |
| 68     | 入山海斗                   | 右 | 右 | 育成選手からの支配下登録        |
| 93     | 佐藤一磨                   | 左 | 左 |                                 |
| 94     | 川瀬堅斗                   | 右 | 右 |                                 |
| 95     | 才木海翔                   | 右 | 右 |                                 |
| 96     | 髙島泰都                   | 右 | 右 |                                 |
| 98     | 権田琉成                   | 右 | 右 |                                 |
| 017    | 陳睦衡                     | 右 | 左 | 育成選手・新外国人              |
| 041    | 寿賀弘都                   | 左 | 左 | 育成選手                        |
| 042    | 大江海透                   | 左 | 左 | 育成選手                        |
| 043    | 宮國凌空                   | 右 | 右 | 育成選手                        |
| 044    | 芦田丈飛                   | 右 | 右 | 育成選手                        |
| 053    | 上原堆我                   | 右 | 右 | 育成選手・2024年育成ドラフト3位 |
| 056    | 乾健斗                     | 右 | 右 | 育成選手・2024年育成ドラフト6位 |
| 122    | 村西良太                   | 右 | 左 | 育成選手・22から背番号変更      |
| 128    | 前佑囲斗                   | 右 | 右 | 育成選手・43から背番号変更      |
| 130    | 小野泰己                   | 右 | 右 | 育成選手                        |
| 135    | 河内康介                   | 右 | 右 | 育成選手・63から背番号変更      |

### 捕手
| 背番号 | 選手名     | 投 | 打 | 備考                            |
| ------ | ---------- | -- | -- | ------------------------------- |
| 2      | 若月健矢   | 右 | 右 | 選手会長                        |
| 4      | 森友哉     | 右 | 左 |                                 |
| 32     | 福永奨     | 右 | 右 |                                 |
| 37     | 石川亮     | 右 | 右 |                                 |
| 44     | 頓宮裕真   | 右 | 右 |                                 |
| 50     | 山中稜真   | 右 | 左 | 2024年ドラフト4位               |
| 62     | 堀柊那     | 右 | 右 |                                 |
| 034    | 村上喬一朗 | 右 | 右 | 育成選手                        |
| 055    | 田島光祐   | 右 | 右 | 育成選手・2024年育成ドラフト5位 |

### 内野手
| 背番号 | 選手名               | 投 | 打 | 備考                            |
| ------ | -------------------- | -- | -- | ------------------------------- |
| 5      | 西野真弘             | 右 | 左 |                                 |
| 6      | 宗佑磨               | 右 | 左 |                                 |
| 9      | 野口智哉             | 右 | 左 |                                 |
| 10     | 大城滉二             | 右 | 右 |                                 |
| 24     | 紅林弘太郎           | 右 | 右 |                                 |
| 25     | 内藤鵬               | 右 | 右 |                                 |
| 30     | 廣岡大志             | 右 | 右 |                                 |
| 31     | 太田椋               | 右 | 右 |                                 |
| 34     | 横山聖哉             | 右 | 左 |                                 |
| 54     | ジョーダン・ディアス | 右 | 右 | 新外国人                        |
| 64     | 大里昂生             | 右 | 左 |                                 |
| 67     | 中川圭太             | 右 | 右 |                                 |
| 045    | 河野聡太             | 右 | 左 | 育成選手                        |
| 051    | 今坂幸暉             | 右 | 左 | 育成選手・2024年育成ドラフト1位 |
| 052    | 清水武蔵             | 右 | 右 | 育成選手・2024年育成ドラフト2位 |
| 124    | 遠藤成               | 右 | 左 | 育成選手・阪神から移籍          |
| 125    | ジャリッド・デール   | 右 | 右 | 育成選手・新外国人              |
| 126    | 香月一也             | 右 | 左 | 育成選手                        |
| 153    | 宜保翔               | 右 | 左 | 育成選手・53から背番号変更      |

### 外野手
| 背番号 | 選手名                 | 投 | 打 | 備考                            |
| ------ | ---------------------- | -- | -- | ------------------------------- |
| 0      | 渡部遼人               | 左 | 左 |                                 |
| 7      | 西川龍馬               | 右 | 左 |                                 |
| 8      | 麦谷祐介               | 右 | 左 | 2024年ドラフト1位               |
| 27     | 元謙太                 | 右 | 右 |                                 |
| 33     | 杉澤龍                 | 右 | 左 |                                 |
| 36     | エドワード・オリバレス | 右 | 右 | 新外国人                        |
| 38     | 来田涼斗               | 右 | 左 |                                 |
| 39     | 池田陵真               | 右 | 右 |                                 |
| 41     | 佐野皓大               | 右 | 右 |                                 |
| 61     | 茶野篤政               | 右 | 左 |                                 |
| 65     | 福田周平               | 右 | 左 | 1から背番号変更                 |
| 99     | 杉本裕太郎             | 右 | 右 |                                 |
| 054    | 寺本聖一               | 右 | 左 | 育成選手・2024年育成ドラフト4位 |

## 退団・移籍した選手
阪急・ブレーブス・ブルーウェーブ時代も含む。名前は選手として在籍した最終年の登録名を基準とする。

### あ行
あ
- 相川良太（1999 - 2010）
- 相木崇（2001 - 2005）
- 青木勤（1939）
- 青田昇（1946 - 1947・1959）
- 青山大紀（2016 - 2019）
- 明石晃一（1947 - 1952）
- 赤田将吾（2010途 - 2012）
- 赤間謙（2016 - 2018途）
- 赤松幸輔（2016 - 2017）
- 飽本唯徳（1954 - 1955）
- 秋本祐作（1956 - 1968途）
- フランシス・アグリー（1969）
- 麻田勲（1960 - 1961）
- 浅野勝三郎（1936 - 1941）
- 芦刈芳久（1989 - 1991）
- 東哲也（1984 - 1989）
- 東弘明（2014）
- 足立光宏（1959 - 1980）
- 安達了一（2012 - 2024）
- 穴吹祐司（1984 - 1985）
- 阿南徹（2010 - 2012）
- アニマル（1986 - 1987）
- 阿部健太（2005 - 2007）
- 阿部八郎（1949 - 1958）
- 阿部真宏（2005 - 2010途）
- ジーン・アマーン（1974）
- 新居一仁（1950 - 1953）
- 新井潔（2001 - 2002）
- 新井良夫（1969 - 1977途）
- 荒金久雄（2010途 - 2012）
- 荒木茂（1946 - 1949）
- 荒木隆男（1956 - 1957）
- 荒木政公（1939）
- 荒砂任司（1956 - 1958）
- 荒西祐大（2019 - 2021）
- 荒巻淳（1962）
- ジョージ・アリアス（2000 - 2001）
- 有賀佳弘（1982 - 1985）
- リック・アルゾーラ（1984途 - 終了）
- アンドリュー・アルバース（2018 - 2020）
- チャド・アレン（2007）
- 安藤治久（1959 - 1964）
- 安藤英志（1961 - 1962）

い
- 李承燁（2011）
- 李大浩（2012 - 2013）
- 飯田大祐（2017 - 2020）
- 飯田優也（2020途 - 2021）
- 飯塚富司（1984 - 1994）
- 井置博文（1962 - 1965）
- 五十嵐章人（1998 - 2001）
- 井川慶（2012 - 2015）
- 池内豊（1986）
- 池田昭（1974 - 1976）
- 池田善蔵（1952 - 1954）
- 池田久之（1939 - 1943）
- 池永作（1956）
- 石井晶（1960 - 1971）
- 石井茂雄（1957 - 1972）
- 石井清一郎（1969 - 1971）
- 石井武夫（1938 - 1942・1946）
- 石井宏（1986 - 1988）
- 石岡諒太（2022途 - 2023）
- 石川恵也（1956 - 1961）
- 石川進（1964 - 1969）
- 石田順行（1950 - 1952）
- 石田真（1973 - 1980）
- 石田光彦（1936 - 1940）
- 石田芳雄（1973 - 1976）
- 石嶺和彦（1979 - 1993）
- 泉元寿光（1976 - 1978）
- 伊勢川真澄（1953 - 1958）
- 板倉康弘（2002 - 2003）
- 市原明（1972 - 1973）
- 市原精二（1955 - 1957）
- イチロー（1992 - 2000）
- 一輝（2004 - 2010）
- 井戸伸年（2005）
- 糸井嘉男（2013 - 2016）
- 伊藤敦規（1988 - 1994）
- 伊藤健一（1943 - 1944）
- 伊東甚吉（1939 - 1941）
- 伊藤隆偉（1988 - 1999途）
- 伊藤利夫（1952）
- 伊藤治夫（1950）
- 伊藤光（2008 - 2018途）
- 伊藤万喜三（1952 - 1954）
- 稲倉大輝（2012 - 2013）
- 稲富宏樹（2018 - 2021）
- 稲葉光雄（1977 - 1983）
- 井上修（1970 - 1980）
- 井上守（1962 - 1964）
- 井上幹夫（1979 - 1980）
- 井野川利春（1940 - 1942・1947 - 1948）
- 伊原正樹（2009 - 2014）
- 今井茂（1977 - 1979）
- 今井友保（1952 - 1953）
- 今井雄太郎（1971 - 1990）
- 今津光男（1974 - 1975）
- 今西錬太郎（1946 - 1949・1953）
- 今増伸一（1975）
- 今村文昭（1996 - 2003）
- 弥永知則（1962）
- 入生比佐男（1983 - 1984）
- 岩隈久志（2005 - 2005途）※2004年オフの選手分配ドラフトでオリックスに分配されたが、直後に東北楽天ゴールデンイーグルスへトレード移籍。
- 岩﨑恭平（2014途 - 2017）
- 岩崎久太郎（1947）
- 岩崎久則（1991 - 1997途）
- 岩下修一（2000 - 2005）
- 岩本章（1948 - 1949）
- 岩本輝（2018途 - 2019）
- 岩本勝（1962 - 1964）
- 岩本好広（1982 - 1987途）

う
- ダラス・ウイリアムズ（1988 - 1988途）
- バーニー・ウイリアムス（1975 - 1980）
- ウィリー（1999 - 2000途）
- ウィン（1998 - 1999）
- ウインディ（1964 - 1969）
- マット・ウエスト（2017）
- 植田武彦（1950 - 1953）
- 上田藤夫（1937 - 1944・1947 - 1948）
- 上野響平（2023 - 2024）
- 上村和裕（2001 - 2004）
- リー・ウォールス（1965 - 1966途）
- 内尾勇（1949 - 1952）
- 内田強（1987途 - 1988）
- 宇都格（2005）
- 宇野錦次（1936 - 1938・1941 - 1942途）
- 宇野輝幸（1970 - 1980）
- 梅村学人（2007 - 2009）
- 漆原大晟（2019 - 2023）

え
- ジェリー・エイデア（1971）
- 江頭真二（1987 - 1988）
- 江口行男（1941 - 1942）
- 江田孝（1941 - 1943）
- タイラー・エップラー（2019）
- 榎並達郎（1944）
- 榎田健一郎（1983 - 1986）
- 戎信行（1991 - 2002途）
- カル・エメリー（1970）
- 遠藤浩司（1964 - 1965）
- 遠藤繁浩（1990 - 1993）

お
- 大石清（1967 - 1970）
- 大石直弘（1979 - 1984）
- 大石弥太郎（1962 - 1966・1975 - 1976）
- 大久保勝信（2001 - 2010）
- 大熊忠義（1964 - 1981）
- 大崎昭夫（1949 - 1951）
- 大下誠一郎（2020 - 2022）
- 大島明佳（1963 - 1965）
- 大島郁将（1973 - 1978）
- 大島公一（1996 - 2004）
- 大島孝一（1955 - 1956）
- リック・オースチン（1974）
- 大隅正人（1977 - 1981）
- 太田敦士（1996 - 2000）
- 大田阿斗里（2016途 - 終了）
- 太田紘一（1968 - 1969）
- 太田敏之（1982 - 1987）
- 太田枝雄（1958 - 1964）
- 大塚祐司（1959 - 1962）
- ホセ・オーティズ（2003 - 2004）
- 大仲清治（1953 - 1954）
- 大西忠（1971 - 1974）
- 大西宏明（2005 - 2007）
- 大橋穣（1972 - 1982）
- 大原敏夫（1937 - 1938）
- 大引啓次（2007 - 2012）
- 大平茂（1943 - 1944・1946 - 1947）
- 大宮健資（1963 - 1965）
- 大村直之（2009 - 2010）
- 大山暁史（2012 - 2018）
- 大和田正海（1972）
- 岡﨑大輔（2017 - 2021）
- 岡嶋博治（1961 - 1965途）
- 岡田彰布（1994 - 1995）
- 岡田幸喜（1962 - 1976）
- 岡田豊（1956 - 1961）
- 岡村晃（1968 - 1969）
- 岡村浩二（1961 - 1971）
- 岡村孝雄（1948 - 1949）
- 岡本晃（2005）
- 岡本一光（1970 - 1982）
- 岡本健一郎（1955 - 1963）
- 小川忠幸（1977 - 1979）
- 小川英雄（1951 - 1953）
- 小川博（1962 - 1965）
- 小川博文（1989 - 2000）
- 小川裕介（2002 - 2006）
- 沖克己（1937）
- 奥川勝彦（1964 - 1965）
- 奥浪鏡（2014 - 2017途）
- 小倉恒（1997途 - 2004）
- 長田裕之（1969）
- 小瀬浩之（2008 - 2010途）※現役中に死去。
- 小田裕也（2015 - 2024）
- 小田野柏（1938 - 1942）
- 尾西信一（1946）
- ウェス・オバミュラー（2006途 - 終了）
- ラモン・オルティズ（2008途 - 終了）

### か行
か
- ランス・カーター（2007）
- 甲斐拓哉（2009 - 2012）
- 海田智行（2012 - 2022）
- 加奥隆三（1956 - 1961）
- 柿原翔樹（2012 - 2013）
- 柿本実（1966）
- 栫政彦（1984 - 1986）
- 笠石徳五郎（1943）
- 風岡尚幸（1986 - 1997）
- 笠間雄二（1980）
- 笠松実（1937・1940 - 1944・1946）
- 梶本隆夫（1954 - 1973）
- 梶本達哉（2008 - 2011）
- 梶本靖郎（1956 - 1963）
- 梶本勇介（2011 - 2013）
- カズ（1998 - 2000）
- ルイス・カスティーヨ（2024）
- フランク・カストロ（1970）
- 嘉㔟敏弘（1995 - 2004）
- 片岡新之介（1981 - 1986）
- 片山嘉視（1955 - 1956）
- 香月良太（2005 - 2012）
- 甲藤啓介（2013途 - 2014）
- 勝俣翔貴（2020 - 2021）
- 葛城育郎（2000 - 2003）
- 加藤伸一（1999 - 2001）
- 加藤大輔（2003 - 2011）
- 加藤太郎（1953）
- 歌藤達夫（2004 - 2007途）
- 加藤秀司（1969 - 1982）
- 加藤安雄（1976 - 1982）
- 門田博光（1989 - 1990）
- 角屋龍太（2016 - 2017）
- 金具洋右（1955 - 1957）
- 金澤健人（2009 - 2010途）
- 金本誠吉（1978 - 1986）
- 金子歩（1992）
- 金子圭輔（2010途 - 2011）
- 金子千尋（2005 - 2018）
- 金田和之（2017 - 2021）
- 金田政彦（1993 - 2004）
- 金田義倫（1964 - 1971）
- 金橋薫（1973 - 1974）
- 金村勝利（1965）
- 金本秀夫（1962 - 1968）
- 加納靖介（1942 - 1943）
- アレックス・カブレラ（2008 - 2010）
- 鴨志田貴司（2007 - 2013）
- フランシスコ・カラバイヨ（2010途 - 2011・2015途 - 終了）
- カリーム・ガルシア（2005 - 2006）
- カルロス（2000 - 2001）
- 川合幸三（1947 - 1959）
- 川内工一（1962 - 1963）
- 川口敬次郎（1951）
- 川口知哉（1998 - 2004）
- 川越英隆（1999 - 2009）
- 川越亀二（1952 - 1956）
- 河崎貞之（1962 - 1963）
- 川崎泰央（1996 - 2000）
- 川﨑義文（2001）
- 川島典秋（1950）
- 河野亮（2000 - 2001）
- 川畑和人（1977 - 1978）
- 川端崇義（2012 - 2017）
- 川畑泰博（1991途 - 1995）
- 河村健一郎（1972 - 1982）
- 川村徳久（1936 - 1937）
- 神原隆彦（1967）
- 神戸文也（2017 - 2021）

き
- 木織武美（1955 - 1960）
- 菊池俊夫（2003 - 2005）
- 菊地原毅（2005 - 2010）
- 木頃博巧（1956 - 1962）
- 木佐貫洋（2010 - 2012）
- 岸川登俊（2000 - 2001）
- 岸田護（2006 - 2019）
- 岸本正治（1938 - 1939）
- 喜田剛（2010途 - 終了）
- 木田優夫（1998・2000途 - 2001）
- 北井正雄（1936 - 1937春）※現役中に死去。
- 北角富士雄（1971）
- 北川晋（1992 - 1997）
- 北川智規（2001 - 2004）
- 北川博敏（2005 - 2012）
- 北村親夫（1953 - 1955）
- 北本重二（1952）
- 木下智彦（1980 - 1985）
- 木下元秀（2024）
- 木村隆昭（1983 - 1984）
- 木村久（1961 - 1963）
- 木村昌広（1999 - 2001）
- 木村基治（1976 - 1979）
- 木元邦之（2007途 - 2009）
- フランシスコ・キャブレラ（1994）
- 清原和博（2006 - 2008）
- 清原雄一（1988 - 1998）
- 吉良俊則（2005 - 2008）
- 切通猛（1969 - 1975）

く
- 具臺晟（2001 - 2004）
- 楠安夫（1947 - 1949）
- 工藤博義（1978 - 1981）
- 国岡恵治（1970 - 1974）
- 国頭光仁（1954 - 1955）
- 久保正彦（1955 - 1956）
- 久保守（1952）
- 久保充広（1996 - 2002）
- 窪田淳（2002 - 2003）
- 久保山誠（1960）
- 熊野輝光（1985 - 1991・1994）
- 蔵文男（1955 - 1957）
- マット・クラーク（2016途 - 終了）
- ジェイソン・グラボースキー（2006）
- 倉本信護（1936 - 1937）
- 栗田雄介（2005）
- 栗山聡（1997 - 2001・2004途 - 終了）
- 呉山義雄（1958 - 1961）
- 黒木優太（2017 - 2023）
- 黒田健吾（1936秋 - 1942）
- 桑島甫（1941）
- 桑原謙太朗（2011 - 2014）

け
- ルーファス・ゲインズ（1953）
- ウェイン・ケージ（1981 - 1982）
- ケビン（2005）
- 軒作（2006 - 2007）

こ
- 康介（2007途 - 2008）
- 河野旭輝（1954 - 1960・1964 - 1966）
- 上妻俊夫（1949 - 1952）
- フィル・コーク（2017）
- エリック・コーディエ（2016）
- 古賀豪紀（1989 - 1993）
- 木暮英路（1944）
- 小島脩平（2012 - 2020）
- 小島心二郎（2011）
- 小嶋正宣（1981 - 1986）
- 小島昌也（2004・2006）
- 五島裕二（1995 - 2005）
- 児玉好弘（1971 - 1974）
- 古長拓（2021）
- ジャレル・コットン（2023）
- 後藤駿太（2011 - 2022途）
- 後藤光尊（2002 - 2013）
- 小浜裕一（1986 - 1994）
- 小林敦美（1984 - 1989）
- 小林慶祐（2017 - 2020途）
- 小林賢司（2008 - 2012）
- 小林晋哉（1978 - 1987）
- 小林宏（1993 - 2004）
- 小林雅英（2011）
- 小林靖臣（1951）
- 小林勇二（1954 - 1955）
- 小林義治（1965）
- 小前博文（1948 - 1949）
- 小松健二（1971 - 1976）
- 小松聖（2007 - 2016）
- 小松輝清（1961 - 1964）
- 小谷野栄一（2015 - 2018）
- ジョン・コロンカ（2008途 - 終了）
- ポール・ゴンザレス（1999）
- マーウィン・ゴンザレス（2023 - 2024）
- 近藤一樹（2005 - 2016途）
- 近藤大亮（2016 - 2023）

### さ行
さ
- 斉藤克男（1960 - 1973）
- 斎藤勝秀（1955 - 1957）
- 斉藤巧（1991）
- 齋藤綱記（2015 - 2022）
- 齋藤俊雄（2011 - 2016）
- 斉藤秀光（1994 - 2001・2004）
- 斎藤喜（1966 - 1970）
- 斎藤芳明（1967 - 1968）
- ランドール・サイモン（2005途 - 終了）
- 三枝規悦（1977 - 1979）
- 酒井勉（1989 - 1996）
- 坂井豊司（1944・1946 - 1947）
- 栄村忠広（1991）
- 榊原翼（2017 - 2022）
- 榊原諒（2014 - 2015）
- 坂口智隆（2005 - 2015）
- 酒沢成治（1953 - 1954）
- 阪田清春（1944・1946・1952 - 1953）
- 坂野日出一（1961 - 1962）
- 坂本一将（2017 - 2018）
- 阪本敏三（1967 - 1971）
- 坂本登（1955 - 1957）
- 坂元義一（1947 - 1948）
- 坂寄晴一（2015 - 2016）
- 佐川潔（1993）
- 佐々木明義（1990 - 1995途）
- 佐々木誠吾（1965 - 1971）
- 佐々木幸男（1962 - 1968）
- 笹本信二（1977途 - 1982途）
- 佐竹学（1997 - 2004）
- 佐藤昭夫（1973 - 1978）
- 佐藤公博（1961 - 1965）
- 佐藤滋孝（1980 - 1982）
- 佐藤峻一（2013 - 2016）
- 佐藤世那（2016 - 2018）
- 佐藤達也（2012 - 2018）
- 佐藤一（1988 - 1990）
- 佐藤秀信（1990 - 1993）
- 佐藤平七（1953 - 1954）
- 佐藤護（1963 - 1966）
- 佐藤優悟（2020 - 2021）
- 佐藤義則（1977 - 1998）
- 佐野慈紀（2003途 - 終了）
- 佐野如一（2021 - 2023）
- 澤田圭佑（2017 - 2022）
- 沢田守（1980 - 1981）

し
- JP（2005）
- スコット・シェルドン（2002 - 2003途）
- 塩崎真（1997 - 2010）
- 塩谷和彦（2002 - 2005）
- 塩屋大輔（2003 - 2005）
- 重松通雄（1936 - 1940）
- 志手清彦（1936）
- 品川光（1954）
- 柴田英治（1950 - 1960）
- 柴田健斗（2014 - 2015）
- 柴田誠也（2004 - 2007）
- 柴田亮輔（2006 - 2012）
- 柴原実（1983 - 1996）
- 渋谷洋一（1967 - 1969）
- 島崎基滋（1969 - 1971）
- 縞田拓弥（2012 - 2018）
- 島谷金二（1977 - 1982）
- 島野修一（1976 - 1978）
- 島袋修（1987 - 1991）
- 島本義文（1936秋 - 1938）
- 島脇信也（2002 - 2004）
- 清水章夫（2007途 - 2010）
- 清水光男（1962）
- 下村豊（1938秋 - 1941）
- 下社邦男（1943・1946 - 1947）
- 下山真二（2005 - 2011）
- フランク・シュウィンデル（2023）
- ドン・シュルジー（1990 - 1992）
- マイク・シュルツ（2013途 - 途）
- 正垣泰祐（1968 - 1976）
- 庄司大介（2001 - 2002）
- 庄司龍二（2012 - 2014）
- ダリル・ジョージ（2017）
- アダム・ジョーンズ（2020 - 2021）
- 白井一幸（1996）
- 白井孝幸（1985 - 1988）
- 白石静生（1975 - 1982）
- 白川久夫（1960 - 1961）
- 白木義一郎（1952）
- 白崎浩之（2018途 - 2020）
- 白仁田寛和（2015 - 2016）
- 城間盛雅（1973）
- 新藤貞文（1950 - 1951）
- 進藤達哉（2001 - 2003）
- 新富卯三郎（1939 - 1941）

す
- 杉本潔彦（1998 - 2001）
- 杉本純一（1962）
- 杉本尚文（1990 - 2000）
- 杉本征使（1992）
- 杉本友（1997 - 2000）
- 杉山光平（1962 - 1963）
- 勝呂壽統（1992 - 1996）
- ボビー・スケールズ（2012途 - 終了）
- 鈴木弘規（1975 - 1979）
- 鈴木昂平（2016 - 2019）
- 鈴木康平（2018 - 2023途）
- 鈴木幸雄（1951 - 1957）
- 鈴木平（1995 - 1999）
- 鈴木郁洋（2005 - 2012）
- 鈴木優（2015 - 2021）
- ジョッシュ・スチュワート（2005途 - 終了）
- グレン・スパークマン（2021途 - 終了）
- アルビン・スピアマン（1955）
- ダリル・スペンサー（1964 - 1968・1971途 - 1972）
- 住友平（1966 - 1975）
- 住吉重信（1962 - 1970）

せ
- 関口清治（1962 - 1963）
- 関口朋幸（1979 - 1990）
- フェルナンド・セギノール（2002・2010途 - 終了）
- 関森正治（1963）
- 関吉雅人（1993 - 1997）
- レアンドロ・セデーニョ（2023 - 2024）
- ダン・セラフィニ（2006 - 2007途）

そ
- 副島孔太（2002途 - 2004）
- 副島末男（1970 - 1971）
- 副島虎雄（1949）
- ビル・ソーレル（1972 - 1973）
- 園部佳太（2022 - 2023）
- 園部聡（2014 - 2018）

### た行
た
- タイゲイニー（1993 - 1994）
- 醍醐恒男（1968 - 1971）
- 大黒正一（1963）
- 高井保弘（1964 - 1982）
- 高木晃次（1987 - 1993）
- 髙木伴（2015 - 2017）
- 高木康成（2005 - 2009）
- 高島毅（2009 - 2011）
- 髙嶋徹（1989 - 1995）
- 髙城俊人（2018途 - 2019）
- 高須正美（1971 - 1972）
- 高田耕作（1954 - 1955）
- 高田誠（1992 - 1998）
- 高頭時夫（1953 - 1957）
- 高波文一（2009）
- 高橋功一（1990 - 2001）
- 高橋浩司（2001 - 2004）
- 高橋敏（1938 - 1939・1943 - 1944・1946）
- 高橋智（1985 - 1998）
- 髙橋信二（2012 - 2014）
- 高橋勉（1960 - 1962）
- 高橋信夫（1998 - 2001）
- 髙橋秀聡（2012 - 2013）
- 高原栄一（1972 - 1974）
- 高見澤考史（2001 - 2003）
- 高宮和也（2011 - 2012）
- 高柳常治（1942 - 1943）
- 滝田政治（1957 - 1961）
- 田口壮（1992 - 2001・2010 - 2011）
- 竹内史英（1984 - 1986）
- 武田健吾（2013 - 2019途）
- 竹田助一（1936）
- 武智修（1949）
- 竹原直隆（2011途 - 2015）
- 竹村一義（1973途 - 1977途）
- 竹村元雄（1949）
- 竹本修（1987 - 1990）
- 竹安大知（2019 - 2023）
- 田島克彦（1982 - 1988）
- 田城飛翔（2021）
- 立花照人（1961 - 1962）
- 田中彰（1977 - 1982）
- 田中彰（2005 - 2008途）
- 田中一郎（1955 - 1956）
- 田中末一（1970 - 1974）
- 田中大輔（2015 - 2016）
- 田中孝尚（1983 - 1986）
- 田中達夫（1952）
- 田中照雄（1952 - 1954）
- 田中成豪（1939 - 1941・1946 - 1947）
- 田中久義（1975 - 1979）
- 田中雅興（1996 - 2001）
- 田中守（1953 - 1961）
- 谷佳知（1997 - 2006・2014 - 2015）
- 谷良治（1984 - 1991）
- 谷岡潔（1979 - 1980）
- 谷岡楓太（2020 - 2022）
- 谷口悦司（2005）
- 谷中真二（2004）
- 谷村智啓（1980 - 1985）
- 種田弘（1955 - 1961）
- 種茂雅之（1972 - 1974）
- 田原康行（1954 - 1955）
- 玉木朋孝（2001 - 2005）
- 玉腰忠義（1949 - 1950）
- 田村勤（2001 - 2002）

ち
- ヨヘルミン・チャベス（2015途 - 終了）
- 張奕（2017 - 2022）

つ
- 塚田貴之（2016 - 2017）
- 塚原頌平（2011 - 2019）
- 塚本博睦（1948）
- 辻俊哉（2007 - 2013）
- 辻垣高良（2021 - 2023）
- 土屋芳雄（1949 - 1950）
- 堤裕貴（2012 - 2016）
- 常見昇（1956）
- 坪井智哉（2011）
- 釣寿生（2021 - 2023）
- 鶴見凌也（2020 - 2022）

て
- D・J（1995 - 1997）
- T-岡田（2006 - 2024）
- ブランドン・ディクソン（2013 - 2021途）
- トム・デイビー（2006 - 2008途）
- 鉄平（2014 - 2015）
- 寺原隼人（2011 - 2012）
- 天保義夫（1942 - 1944・1946 - 1957）

と
- 土井健大（2007 - 2010）
- 土肥省三（1939 - 1940）
- 土井雅弘（2003）
- 土井垣武（1956 - 1958）
- 当銀秀崇（1968 - 1977）
- 東條孝幸（1949）
- 東野峻（2013 - 2014）
- 東明大貴（2014 - 2020）
- ケルビン・トーベ（1992 - 1993）
- コーディ・トーマス（2024）
- 遠山晴富（1943 - 1944）
- 戸叶尚（2001 - 2004）
- 戸口天従（1960途 - 1966）
- 徳元敏（1999 - 2004）
- 徳本政敬（1998）
- 戸倉勝城（1951 - 1958）
- 戸田善紀（1964 - 1976）
- 戸田亮（2013 - 2018）
- クリス・ドネルス（1997途 - 1999）
- 戸羽隆（1989 - 1992）
- 冨田勇（1983 - 1988）
- 富山大（1957 - 1960）
- 豊田次郎（1995 - 1999）
- 鳥居兵治（1946 - 1950）

### な行
な
- 内藤幸三（1949）
- 永井進（1958 - 1967）
- 長池徳士（1966 - 1979）
- 中川拓真（2021 - 2023）
- 中川颯（2021 - 2023）
- 中沢伸二（1965 - 1985）
- 中嶋聡（1987 - 1997）
- 中島喬（1940 - 1942）
- 中島俊哉（2003 - 2004）
- 中島宏之（2015 - 2018）
- 永田和弘（1953 - 1954）
- 長田昌浩（2007 - 2010途）
- 永田能隆（1998 - 1999）
- 中田昌宏（1957 - 1968）
- 中谷順次（1949 - 1954）
- 中谷忠己（1994）
- 中田惟斗（2020 - 2024）
- 中出謙二（1986 - 1987）
- 永利勇吉（1948 - 1949）
- 中西清治（1976 - 1981）
- 中道勝士（2017）
- 長峰昌司（2012）
- 中村一生（2012 - 2016）
- 中村一雄（1936）
- 中村栄（1942 - 1943）
- 中村大成（1960）
- 中村紀洋（2005 - 2005途・2006）
- 中村勝（2022途 - 終了）
- 中村佳広（1989 - 1993）
- 長村裕之（1981 - 1988）
- 中本和希（2005 - 2006）
- 永本裕章（1977 - 1979・1981 - 1985）
- 中山慎也（2006 - 2015）
- 中山稔（1955）
- 流敏晴（1967 - 1976）
- 夏目隆司（1977 - 1981）
- ジョナサン・ナナリー（2000途 - 終了）
- 奈良不二也（1954 - 1955）
- 成田光弘（1964 - 1973）
- 成瀬博文（1947）
- 成瀬善久（2019）

に
- 新留国良（1953 - 1955）
- トロイ・ニール（1995 - 1997・1998途 - 2000途）
- 仁木安（1943 - 1944途・1949）
- 西勇輝（2009 - 2018）
- 西芳弘（1992 - 1998）
- 西浦颯大（2018 - 2021）
- 西尾利春（1981 - 1984）
- 西岡剛（1993 - 1994）
- 西川拓喜（2013 - 2014）
- 西川雅人（2009 - 2012）
- 西口順一（1988）
- 西田稔（1956 - 1961）
- 西田幸雄（1959 - 1960）
- 西濱勇星（2023）
- 西村正夫（1936 - 1944・1946 - 1950）
- 西村凌（2018 - 2022）
- 西本聖（1993）
- ジェイコブ・ニックス（2023）
- 仁藤拓馬（2007 - 2010）
- 二宮正己（1985 - 1992）
- ジミー・ニューベリー（1952）
- 丹羽将弥（2008 - 2012）

ね
- 根来広光（1967 - 1968）
- 根本薫（2017 - 2020）

の
- 能見篤史（2021 - 2022）
- 野上清光（1937秋 - 1938）
- 野口明（1944・1946 - 1948）
- 野口二郎（1946 - 1953）
- 野田浩司（1993 - 2000）
- 野中信吾（2011 - 2013）
- 野中徹博（1984 - 1989）
- 野々村寛（1951 - 1957）
- 延江大輔（2007 - 2012）
- 野村貴仁（1991 - 1997）
- 野村宏之（2004 - 2006）
- 野呂瀬義昭（1964 - 1976）

### は行
は
- ホセ・パーラ（2005 - 2005途）
- フレディ・バイエスタス（2010途 - 2012途）
- フレディ・バイナム（2010途 - 終了）
- 萩原淳（1992 - 2007途）
- 朴賛浩（2011）
- 橋本正吾（1940 - 1942）
- 橋本勉（1969 - 1972）
- 橋本泰由（2002 - 2003）
- 長谷川滋利（1991 - 1996）
- 長谷川昌幸（2010途 - 2011）
- 畑中時雄（1943 - 1944）
- 畠中良雄（1957 - 1959）
- 畑野実（1972 - 1974）
- 八田正（1969 - 1971）
- ジョーイ・バトラー（2014途 - 終了）
- 馬場敏史（1994 - 1997途）
- 浜崎真二（1947 - 1950）
- 浜崎正人（1963 - 1970）
- 浜崎勝（1949 - 1953）
- 浜田耕二（1956 - 1958）
- 濱中治（2008 - 2010）
- 葉室太郎 （1989 - 1993）
- スティーブ・ハモンド（2013 - 2013途）
- 早川大輔（2002 - 2006）
- 林義一（1957 - 1958）
- 林信一郎（1937 - 1940）
- 早瀬猛（1947）
- 早瀬方禧（1963 - 1969）
- 早水嘉彦（1956）
- 原大輝（2013 - 2015）
- 原拓也（2013 - 2016）
- ジェイ・バラー（1994途 - 終了）
- 原田賢治（1986 - 1988）
- 原田孝一（1950 - 1958）
- ブライアン・バリントン（2015）
- セサル・バルガス（2021途 - 2022）
- アーロム・バルディリス（2010 - 2013）
- ロベルト・バルボン（1955 - 1964）
- ブレイビック・バレラ（2022）
- パンチ（1990 - 1994）
- バンプ（1983 - 1984）

ひ
- 東政敏（1993 - 2000）
- 東谷夏樹（1949 - 1954）
- 比嘉幹貴（2010 - 2024）
- タイラー・ヒギンス（2020 - 2021）
- 肥田高志（2002 - 2005）
- 日髙暖己（2023）
- 日高剛（1996 - 2012）
- 日高得之（1936・1940）
- 左澤優（2019 - 2020）
- ジョー・ヒックス（1985）
- ジョー・ビティエロ（2001）
- 一言多十（1950）
- 人見武雄（1957 - 1964）
- ジェシー・ビドル（2022）
- 日比野武（1939 - 1942・1946 - 1949）
- 比屋根彰人（2018 - 2020）
- 平井三郎（1948 - 1949）
- 平井正史（1994 - 2002・2013 - 2014）
- 平下晃司（2007途 - 2008）
- 平田守（1954 - 1955）
- 平塚克洋（1994 - 1996途）
- 平野恵一（2002 - 2007・2013 - 2015）
- 平野大和（2020 - 2024）
- 平林二郎（1967 - 1981）
- 平山正人（1977 - 1979）
- ヒロ（1998 - 1999）
- 廣澤伸哉（2018 - 2022）
- 弘瀬昌彦（1965）
- 広永益隆（1997途 - 1999）
- 広野翼（1960 - 1964）

ふ
- アルフレッド・フィガロ（2011 - 2012）
- ジェイソン・フィリップス（2003途 - 2004）
- ブーマー（1983 - 1991）
- フェリペ（2018 - 2021）
- ホセ・フェルナンデス（2009・2013途 - 終了）
- 深江真登（2011 - 2014）
- 深代芳史（1965 - 1971）
- 深谷亮司（2002）
- 福塚勝哉（1965 - 1966）
- 福留宏紀（1994 - 2005）
- 福原峰夫（1982 - 1992）
- 福本豊（1969 - 1988）
- 福良淳一（1985 - 1997）
- 藤井栄治（1977 - 1978）
- 藤井道夫（1950 - 1957）
- 藤井康雄（1987 - 2002）
- 藤城和明（1982途 - 1985）
- 藤田浩雅（1983 - 1991）
- 藤立次郎（2000 - 2001）
- 藤野智成（1965）
- 伏見寅威（2013 - 2022）
- 藤本俊彦（1990 - 1995）
- 藤本博史（1998途 - 終了）
- 藤本博史（2002 - 2003）
- 藤本昌治（1972 - 1983）
- 藤原弘（1956）
- 淵上魔基（1983 - 1985）
- トッド・ブラウン（1989）
- ルーズベルト・ブラウン（2003 - 2004）
- トニ・ブランコ（2015 - 2016）
- クリフ・ブランボー（2005 - 2006）
- ハービー・プリアム（1998 - 1999）
- ジョン・ブリットン（1952 - 1953）
- 古川秀一（2010 - 2015）
- 古川清蔵（1948 - 1959）
- 古木克明（2008 - 2009）
- 古溝克之（1985 - 1993）
- ウィリー・フレーザー（1996途 - 1998）
- テリー・ブロウズ（2000途 - 終了）

へ
- ウィリー・モー・ペーニャ（2014）
- 白嗟丞（2012）
- マイク・ヘスマン（2011）
- ユニエスキー・ベタンコート（2014 - 2014途）
- 別府修作（1982 - 1989）
- エステバン・ヘルマン（2014 - 2015）
- ゴンザレス・ヘルメン（2017）
- ロベルト・ペレス（1999途 - 終了）
- グレゴリー・ベロス（2011途 - 2012）

ほ
- ライアン・ボーグルソン（2009）
- ブライアン・ボグセビック（2016）
- 星野伸之（1984 - 1999）
- 細川安雄（1971 - 1981）
- 保谷俊夫（1967 - 1973）
- ジェームス・ボニチ（1997途 - 1998）
- ガイ・ホフマン（1989 - 1991）
- 堀江賢治（1995）
- 堀尾文人（1936 - 1938）

### ま行
ま
- マーク（1998途 - 1999）
- 前川勝彦（2006）
- 前川八郎（1946）
- 前川光春（1975 - 1976）
- アレッサンドロ・マエストリ（2012途 - 2015）
- 前田康伺（1995）
- 前田大輔（2003 - 2011）
- 前田亨（1974 - 1980）
- 前田祐二（2010 - 2015）
- 牧憲二郎（1970 - 1976）
- 牧田勝吾（2002 - 2008）
- 牧田修明（1960）
- 牧田政彦（1958 - 1963）
- 牧野宏（1961 - 1963）
- 牧野塁（1993 - 2003）
- エバン・マクレーン（2011 - 2012）
- 勝（2003 - 2007）
- 増井浩俊（2018 - 2022）
- 増田浩（1956 - 1960）
- 町豪将（2005 - 2007）
- 松井雅人（2019途 - 2022）
- 松井満（1975 - 1983）
- 松井佑介（2019途 - 2020）
- 松井芳男（1955 - 1956）
- ジョー・マッカーシー（2022途 - 終了）
- マック鈴木（2003 - 2005）
- 松崎勝志（1962 - 1964）
- 松永浩美（1979 - 1992）
- 松並和視（1959 - 1964）
- 松葉貴大（2013 - 2019途）
- 松橋義喜（1952）
- 松畑佳明（1980 - 1984）
- 松村豊司（2004 - 2007）
- 松本光三郎（1936）
- 松本幸大（2013）
- 松元秀一郎（1999 - 2001）
- 松本正志（1978 - 1987）
- 松本泰三（1943）
- 松本照夫（1964 - 1970）
- 松本幸行（1980 - 1981）
- 松本利一（1941 - 1943）
- 松山龍男（1976 - 1977）
- 松山秀明（1990 - 1998）
- 松山真之（2020 - 2022）
- 間所宏全（1957）
- ウィルソン・マトス（2011途 - 終了）
- 的山哲也（2005 - 2007）
- 真鍋光輝（1953）
- 馬原孝浩（2013 - 2015）
- 丸尾英司（1995 - 1999）
- 丸尾千年次（1936 - 1937・1943）
- ボビー・マルカーノ（1975 - 1982）
- オーランド・マルセド（2000）
- カルメロ・マルチネス（1992途 - 終了）
- 丸毛謙一（2014 - 2015途）
- クリス・マレーロ（2017途 - 2019）
- 万谷励一（1950 - 1951）

み
- 三浦広之（1978 - 1983）
- 三木久一（1943 - 1944・1946 - 1947）
- 三木仁（2005 - 2006）
- 水尾嘉孝（1995 - 2000）
- 水口栄二（2005 - 2007）
- 水谷勇（1966）
- 水谷実雄（1983 - 1985）
- 水谷孝（1967 - 1975・1977 - 1978）
- 溝部武夫（1937・1941 - 1943・1946 - 1947）
- パット・ミッシュ（2016途 - 終了）
- 光原逸裕（2005 - 2010）
- 三ツ俣大樹（2011 - 2014途）
- 南渕時高（2000）
- 南牟礼豊蔵（1982 - 1991途）
- 簑田浩二（1976 - 1987）
- 三平晴樹（1964 - 1965）
- 三宅昇（1971 - 1973）
- 宮崎剛（1948 - 1949）
- 宮﨑祐樹（2011 - 2019）
- 宮沢基一郎（1951途 - 1953）
- 宮田典計（1981途 - 1984）
- 宮武三郎（1936 - 1938）
- 宮原一喜（1959 - 1961）
- 宮本四郎（1981 - 1986）
- 宮本大輔（2005 - 2009）
- 宮本幸信（1968 - 1974）
- 三好幸雄（1973 - 1977）
- ブラッド・ミルズ（2013途 - 終了）
- 三輪隆（1994 - 2004）
- 三輪田勝利（1970 - 1973）
- ミンチェ（2012 - 2013）

む
- トレイ・ムーア（2004）
- 迎祐一郎（2000 - 2010途）
- 村上眞一（1982 - 1996）
- 村上俊義（1965）
- 村上宏通（1963 - 1968）
- 村松有人（2004 - 2008）

め
- ジョーイ・メネセス（2019 - 2019途）

も
- 本西厚博（1987 - 1997途）
- 本東洋（1992 - 1995）
- 本屋敷錦吾（1958 - 1963）
- 本柳和也（2002 - 2010）
- スティーブン・モヤ（2019途 - 2021）
- 森和彦（1950 - 1952）
- 森浩二（1980 - 1992）
- 森厚三（1987 - 1989）
- 森弘太郎（1937 - 1943・1946 - 1948）
- 森忠典（1957 - 1958）
- 森口哲夫（1958）
- 森田定雄（1940 - 1942・1946 - 1947）
- 森本潔（1963 - 1976）
- 森本将太（2013 - 2016）
- 森山周（2006 - 2012）
- ブレント・モレル（2016 - 2017）
- 衆樹資宏（1960 - 1966）

### や行
や
- エド・ヤーナル（2001途 - 2002）
- 矢形勝洋（1958 - 1960）
- 八木茂（1980 - 1983）
- 八木智哉（2013 - 2014）
- 八木政義（1988 - 1991）
- 八木亮祐（2016途 - 2017）
- 安井鍵太郎（1947 - 1948）
- 安田信夫（1940 - 1944）
- 矢田万寿男（1980 - 1984）
- 梁川郁雄（1962 - 1966）
- 柳沢裕一（1999途 - 2000）
- 柳田真宏（1980）
- 矢野清（1959 - 1970）
- 矢野実（1991 - 1992）
- 矢部滋（1947 - 1953）
- 山足達也（2018 - 2024）
- 山内嘉弘（1988 - 1994）
- 山沖之彦（1982 - 1994）
- 山口和男（2000 - 2009）
- 山口高志（1975 - 1982）
- 山口富士雄（1963 - 1973途）
- 山口統一（1981）
- 山越吉洋（1987 - 1994）
- 山崎勝己（2014 - 2020）
- 山﨑浩司（2005 - 2005途・2008途 - 2012）
- 山﨑福也（2015 - 2023）
- 山崎慎太郎（2001 - 2002）
- 山﨑武司（2003 - 2004）
- 山崎剛（1980 - 1984）
- 山崎尚史（1989 - 1991）
- 山崎正貴（2008 - 2014）
- 山下莞爾（1965）
- 山下好一（1936 - 1943）
- 山下浩二（1974 - 1980）
- 山下清次（1957 - 1959）
- 山下健（1950 - 1965）
- 山下実（1936 - 1940）
- 山田一幸（1953 - 1954）
- 山田伝（1937 - 1944・1946 - 1948）
- 山田久志（1969 - 1988）
- 山中賢次（1983 - 1990）
- 山中尭之（2022 - 2024）
- 山本栄二（1992 - 1998）
- 山本和男（1989）
- 山本和作（2013 - 2015）
- 山本勘介（1954 - 1956）
- 山本公士（1963 - 1970）
- 山本幸三（1951）
- 山本省吾（2005 - 2010）
- 山本拓司（2002 - 2005）
- 山本大貴（1992 - 1993）
- 山本誠（1986 - 1991）
- 山本允士（1954）
- 山本良材（1977 - 1978）
- 山本義司（1967）
- 山本由伸（2017 - 2023）
- 山森雅文（1979 - 1994）
- エリック・ヤング（2008途 - 終了）

ゆ
- 余文彬（2002）
- ユウキ（2002 - 2008）
- 裕次郎（2005 - 2008）
- 弓岡敬二郎（1981 - 1991）

よ
- 横山徹也（2005 - 2013）
- 吉井理人（2003 - 2004・2005途 - 2007途）
- 吉川勝成（2005 - 2008）
- 義川泰造（1942 - 1943）
- 吉川久一（1957 - 1961）
- 吉沢俊幸（1977 - 1985）
- 吉田明男（1950 - 1951）
- 吉田一将（2014 - 2021）
- 吉田修司（2007）
- 由田慎太郎（2004 - 2012）
- 吉田直喜（1990 - 1996）
- 吉田正尚（2016 - 2022）
- 吉田征人（1986 - 1989）
- 吉田雄人（2014 - 2018）
- 吉田凌（2016 - 2023）
- 吉野誠（2008 - 2013途）
- 吉原孝介（2001 - 2006）
- 吉村恵喜（1940）
- 吉本安徳（1963 - 1969）
- 四條稔（1995途 - 1998）
- 米田哲也（1956 - 1975途）
- 米村理（1978 - 1988）

### ら行
ら
- ケン・ライト（1972 - 1973）
- ランヘル・ラベロ（2021途 - 2022）
- グレッグ・ラロッカ（2007 - 2010）
- ダン・ランズラー（2014途 - 終了）

り
- フレッド・リック（1962 - 1963）
- 竜太郎（2002 - 2004）

れ
- ラリー・レインズ（1953 - 1954・1962）
- ジョン・レスター（2009 - 2010）

ろ
- タフィー・ローズ（2007途 - 2009）
- ドン・ローチ（2018途 - 終了）
- ヴィニー・ロッティーノ（2013）
- アデルリン・ロドリゲス（2020）
- ステフェン・ロメロ（2017 - 2019・2021 - 2021途）

### わ
- 湧川勉（1983 - 1989）
- ジェイコブ・ワゲスパック（2022 - 2023）
- 渡辺一夫（1968 - 1970）
- 渡辺清（1955 - 1959）
- 渡辺伸治（1986 - 1993）
- 渡邉大樹（2023）
- 渡辺勉（1968 - 1979）
- 渡辺敏夫（1936）
- 渡辺伸彦（1994 - 1997）
- 渡辺弘基（1972 - 1974）
- 渡辺博文（1963 - 1964）
- 渡辺守（1972 - 1977）
- 渡部高史（1995 - 1997）
- 和中道男（1950 - 1951）

## 歴代監督
- 三宅大輔（1936 - 1937春）
- 村上実（1937秋・1939途 - 終了）
- 山下実（1938春 - 1939途・1940 - 1940途）
- 井野川利春（1940途 - 1942）
- 西村正夫（1943 - 1944・1946 - 1947途・1954 - 1956）
- 浜崎真二（1947途 - 1953）
- 藤本定義（1957 - 1959途）
- 戸倉勝城（1959途 - 1962）
- 西本幸雄（1963 - 1973）
- 上田利治（1974 - 1978・1981 - 1990）
- 梶本隆夫（1979 - 1980）
- 土井正三（1991 - 1993）
- 仰木彬（1994 - 2001・2005）
- 石毛宏典（2002 - 2003途）
- レオン・リー（2003途 - 終了）
- 伊原春樹（2004）
- 中村勝広（2006）
- テリー・コリンズ（2007 - 2008途）
- 大石大二郎（2008途 - 2009）
- 岡田彰布（2010 - 2012）
- 森脇浩司（2013 - 2015）
- 福良淳一（2016 - 2018）
- 西村徳文（2019 - 2020）
- 中嶋聡（2021 - 2024）
- 岸田護（2025 - ）

監督代行
- 中田昌宏（1978）※上田の病気療養に伴う。
- 西村正夫（1978）※上田の病気療養に伴う。
- 大石大二郎（2008）※コリンズの退任に伴う。
- 森脇浩司（2012）※岡田の退任に伴う。
- 福良淳一（2015）※森脇の退任に伴う。
- 中嶋聡（2020）※西村の退任に伴う。
- 水本勝己（2022・2023）※両年共に中嶋の病気療養（2022年は新型コロナ感染、2023年は体調不良）に伴う。

## 永久欠番
欠番扱い
- 51 - イチロー（外野手）
- 92 - （使用実績無し）